# PACT
《PACT》（日语：パクト）是久慈進之介的日本漫畫作品，第一部在2014年2月10日至2015年3月12日於講談社的《週刊Young Magazine》中連載；中文版由玉皇朝發行。

## 概要
此作為作者久慈進之介的首部連載作品。本作於2014年4月出版第二話時，出乎意料地已經得到不錯的迴響。

## 故事內容
西曆20XX年 發生了一場整個世界為之震驚的爆炸恐怖行動。
面對這個前所未有的危機，許下某個重要「約定」的日本精銳部隊前往事發地點；
不同以往的千葉徹彌賞得主所講述的爆炸品處理組的SF戰爭，開始——

## 登場人物
荒凪 凪人
通称：凪（ナギ）
日本現代武器處理小組（New Weapons Disposal Group）的研究生，真知子的保護者。
10年前他的妹妹在游泳時因為誤觸未爆彈而死，所以凪人發誓要加入NWD消除世上所有的炸彈，令世界變得更美好。而在加入後遇上了與妹妹相似的町田真知子，於是在移情的作用下決心保護對方。
在拆除第二枚氮素炸彈時被自我追蹤炸彈擊中右腹但卻奇蹟地活下來，現正在NWD在醫院的秘密基地治療。
町田 真知子
通称：町（マチ）
日本現代武器處理小組的指揮官輔佐，擁有高度的編程和破解能力的天生拆彈天才。
依賴型人格障礙患者，必須有依賴對象才能保持理智，如果保護者凪人不在身邊就什麼事也做不到，相反只要是凪人的要求就一定會拼死去做。
在第一話中成功拆除第一枚氮素炸彈，但同時被自我追蹤炸彈擊中昏迷但未死，在昏迷前遺下能破解氮素炸彈的程序。
後來被南極國救出，並成為了他們的技術人員。
黑崎 久呂也
通称：黑（ブラッ）
NWD的研究生，凪的前輩。
看似外表輕浮但其實性格穩重，且很關心同伴。
遊頭木 柚葉
通称：柚（チーク）
NWD的研究生，凪的前輩。
穿著龐克風格衣服，毒舌，很不喜歡自己或被看小（尤其是大人），對死有著極大的恐懼。
海馬 斗志男
NWD的指揮官與創辦人。
個性嚴謹，曾經與伊萬參加過「那場戰爭」。
三船 岬
NWD的教官，負責教導凪等人。
在第一話時被炸彈擊中，傷重昏迷，後來甦醒，並參與拆除第三枚氮素炸彈的任務。
神崎
自衛隊隊員，受命保護準備拆除第二杖氮素炸彈的三位NWD成員。
最後為了保護凪人而死於南極國的機械人之下，死前與凪人許下一定要拆除氮素炸彈的約定。
有一個名叫神崎神流的女兒。
伊萬
俄羅斯軍隊的指揮官。特徵是左眼的刀疤。
個性殘忍，曾經與斗志男參加過「那場戰爭」。
貓井 寢子
NWD的指揮官輔佐，編程和破解能力僅次於真知子的天才，視前者為競爭對手，也因此與凪人相識。
在23話中奉命代替頻死的凪人拆除最後的炸彈。
很黏三船，把她放在第一位。

## 用語
南極國
由在「那場戰爭」中活下來的難民組成、使用激進暴力手法的恐怖組織，盤踞於南極洲。擁有遠超其他國家的軍事技術，氮素炸彈也是由他們設置，但沒有人知道其技術從何而來。
那場戰爭
由於經濟、宗教、思想等問題經長時間複雜地混雜在一起而無法得到解決的戰爭，根據戰況與地域等等而叫法不斷變遷，所以通稱為「那場戰爭」。在該場戰爭中出現了許多難民，而那些難民又因為人數極多的關係而無法被其他國家收容，最終招致南極國的成立，成為事件的導火線。

## 出版書籍
| 卷數 | 講談社        | 講談社                 | 玉皇朝        | 玉皇朝                 |
| 卷數 | 出版日期      | ISBN                   | 出版日期      | ISBN                   |
| ---- | ------------- | ---------------------- | ------------- | ---------------------- |
| 1    | 2014年4月10日 | ISBN 978-4-06-382460-5 | 2015年5月15日 | ISBN 978-988-8326-20-4 |
| 2    | 2014年7月4日  | ISBN 978-4-06-382492-6 | 2015年6月18日 | ISBN 978-988-8326-36-5 |
| 3    | 2014年11月6日 | ISBN 978-4-06-382528-2 | 2015年7月28日 | ISBN 978-988-8326-53-2 |
| 4    | 2015年2月6日  | ISBN 978-4-06-382561-9 | 2015年8月28日 | ISBN 978-988-8326-68-6 |
| 5    | 2015年4月6日  | ISBN 978-4-06-382599-2 | 2015年9月25日 | ISBN 978-988-8326-72-3 |

## 外部連結
- 週刊Young Magazine的介紹網站（页面存档备份，存于）（日語）